# Futur TV
Futur TV était une entreprise de production télévisuelle créée et dirigée par Guy Job, créée le 24 février 1993.
Son numéro Siren : 390-125-581
Son activité était fortement déficitaire : une perte de 471 900 euros en 2010 pour un chiffre d'affaires de 295 300 euros. Elle a été placée en redressement judiciaire le 27 avril 2010. Le 6 juillet 2011, elle obtenait la signature d'un plan de continuation. La procédure est convertie en liquidation judiciaire le 27 septembre 2012. La clôture pour insuffisance d'actif et la radiation sont intervenues le 30 novembre 2016.

## Production
Elle produit principalement des émissions culinaires :
- Bon appétit bien sûr, diffusée sur France 3
- L'École des chefs, diffusée sur France 2